# Wachlarz bojowy

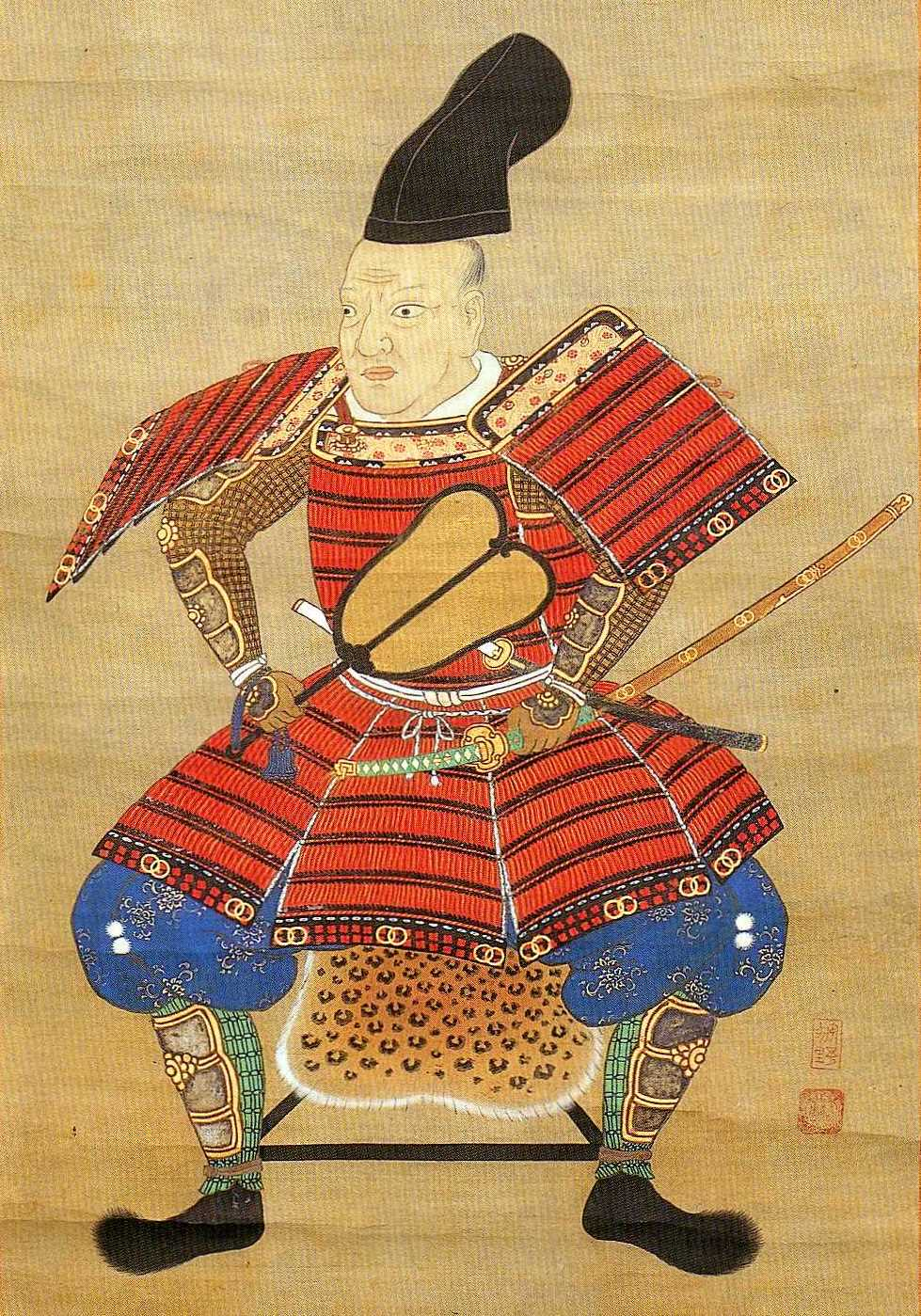
Daimyō Yasumoto Wakisaka z wachlarzem zaznaczającym jego oficerską rangę

Wachlarz bojowy – dalekowschodnia, a w szczególności japońska broń obuchowa w postaci wachlarza wykonanego z metalu lub metalem wzmocnionego. Wachlarze bojowe służyły przede wszystkim jako oznaka rangi oficerskiej (jak buzdygan, buława lub piernacz we wschodniej Europie), lecz mogły też posłużyć jako broń.
Występował w dwóch wariantach:
- tetsu-sen (lub prościej tessen, jap. 鉄扇, dosł. „żelazny wachlarz”) – przysługujący niższym oficerom; miał postać zwykłego, składanego wachlarza w metalowych okładkach, który po złożeniu mógł posłużyć jako krótka pałka;
- gunbai-uchiwa lub gunbai-dansen (jap. 軍配団扇 w skrócie gunbai, dosł. „bojowy, wojenny wachlarz”) – pełniący zwykle rolę ceremonialną wachlarz wyższych rangą oficerów w postaci płytki metalowej na trzonku[1]. Mógł też służyć jako ochrona przed słońcem, nadlatującymi strzałami[2][3] lub narzędzie sygnalizacji na polu bitwy.

Sztywne wachlarze uchiwa pochodzą z Chin i nie były szczególnie popularne w Japonii aż do późnej ery feudalnej. Ich wojskowa wersja, gunbai, zaczęła się przyjmować w armii w okresie Kamakura, a szczyt popularności osiągnęła w XVI wieku. Wykonywane jako płytka w kształcie serca, dyni lub prostokąta z zaokrąglanymi rogami, ze sztywnej skóry, drewna lub metalu, lakierowane, często bogato zdobione (typowo z wzorem słońca, księżyca i siedmiu gwiazd Wielkiego Wozu), z kolorowymi taśmami u rękojeści, były oznaką władzy. W okresie Edo przysługiwały tylko najwyższym rangą oficerom.
Według legend, specjalny wachlarz bojowy miał sporządzić minister Takenouchi no Sukuni cesarzowej Jingū (lub Jingō) przed jej wyprawą do Korei w II w. n.e. Inne podanie mówi, że Kiyobayashi, zwycięzca pierwszego ponadregionalnego turnieju sumo w Narze w VIII w. otrzymał wachlarz w nagrodę. Następnie cesarz uczynił go sędzią zawodów zapaśniczych i dlatego do dziś sędziowie (gyōji) sumo posługują się takimi wachlarzami, prowadząc walki turniejowe.
Sławny przykład użycia wachlarza bojowego miał miejsce podczas bitwy na równinie Kawanakajima w 1561, gdy doszło do bezpośredniego starcia generałów walczących armii. Shingen Takeda, zaskoczony przez Kenshina Uesugi, nie miał czasu dobyć miecza, więc skutecznie parował cięcia przeciwnika swoim ciężkim wachlarzem tak długo, aż jego gwardziści przybyli mu z odsieczą. Inna znana historia opowiada o wasalu Nobunagi Ody, Murashige Arakim, którego zwierzchnik uznał za potencjalnie niebezpiecznego i postanowił zgładzić. Ceremoniał wymagał, by wasal złożył swój pierwszy głęboki pokłon jeszcze w drzwiach. Zamachowcy chcieli wykorzystać przesuwne drzwi, by zgruchotać Arakiemu czaszkę w momencie, gdy ten dotykał czołem podłogi. Araki uratował życie, kładąc w prowadnicach drzwi swój żelazny wachlarz w chwili ukłonu – wachlarz zablokował drzwi, nie dopuszczając do ich zderzenia. Wedle podania, Araki zachował się jakby nic się nie stało, a Oda docenił zimną krew samuraja i pogodził się z nim, nie próbując kolejnych zamachów.
Składane wachlarze noszono często zawieszone przy pasie lub w pierścieniu na napierśniku (ale nie w czasie walki, bo tak umieszczony wachlarz przeszkadzałby w napinaniu łuku lub posługiwaniu się mieczem). Złożony wachlarz tessen mógł być niebezpieczną bronią w rękach wprawnego szermierza. Najlepsi z nich wykazywali się swoimi umiejętnościami, nie dobywając miecza, ale broniąc się wachlarzem. W okresie Edo, sprzeciwiający się nadużyciom samurajów ludzie, którym zakazano noszenia mieczy, uzbrajali się w okute laski i ciężkie, metalowe wachlarze, które były tak niebezpieczne, że ostatecznie też zostały zakazane.

## Galeria

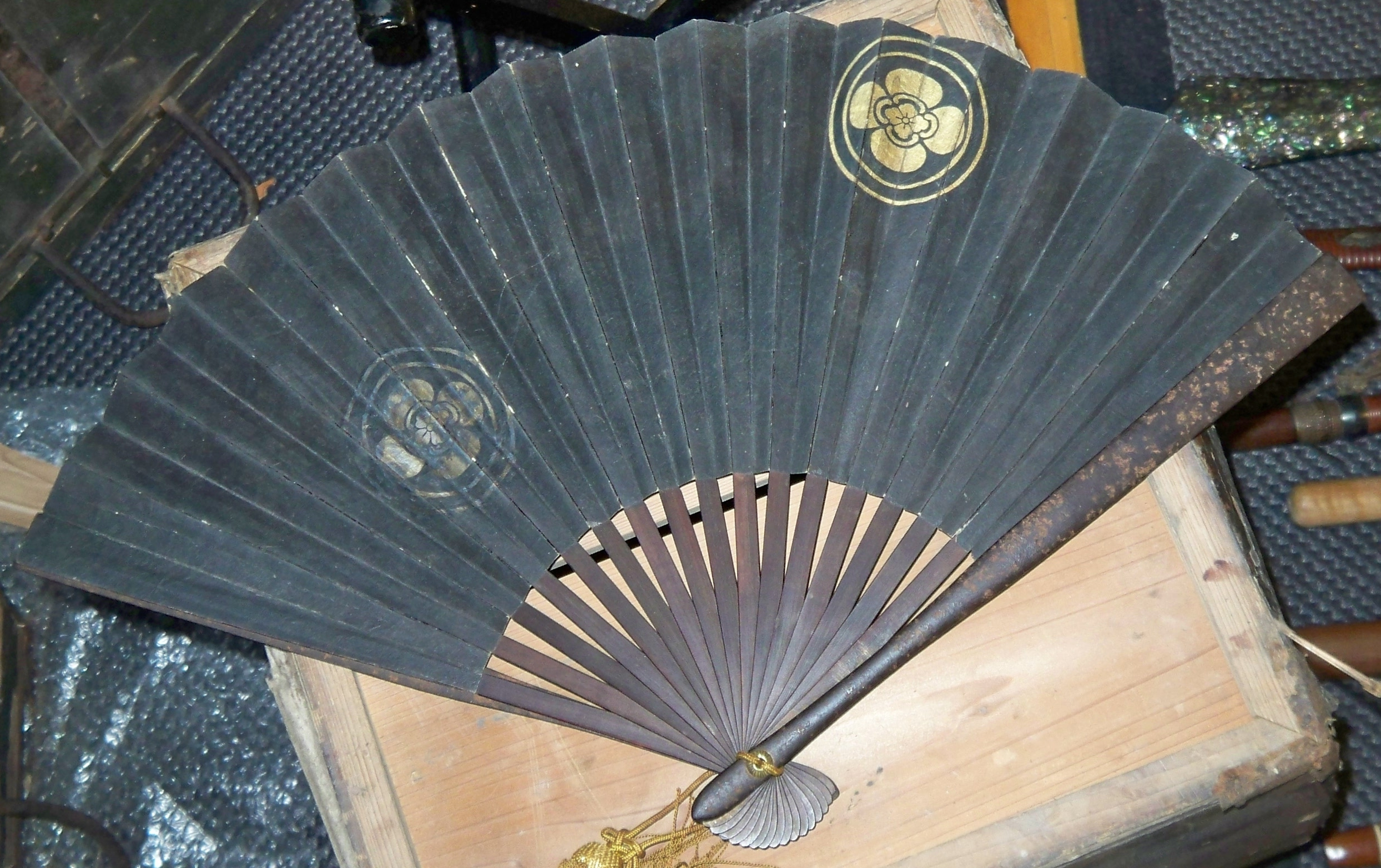
Rozłożony wachlarz typu tetsu-sen
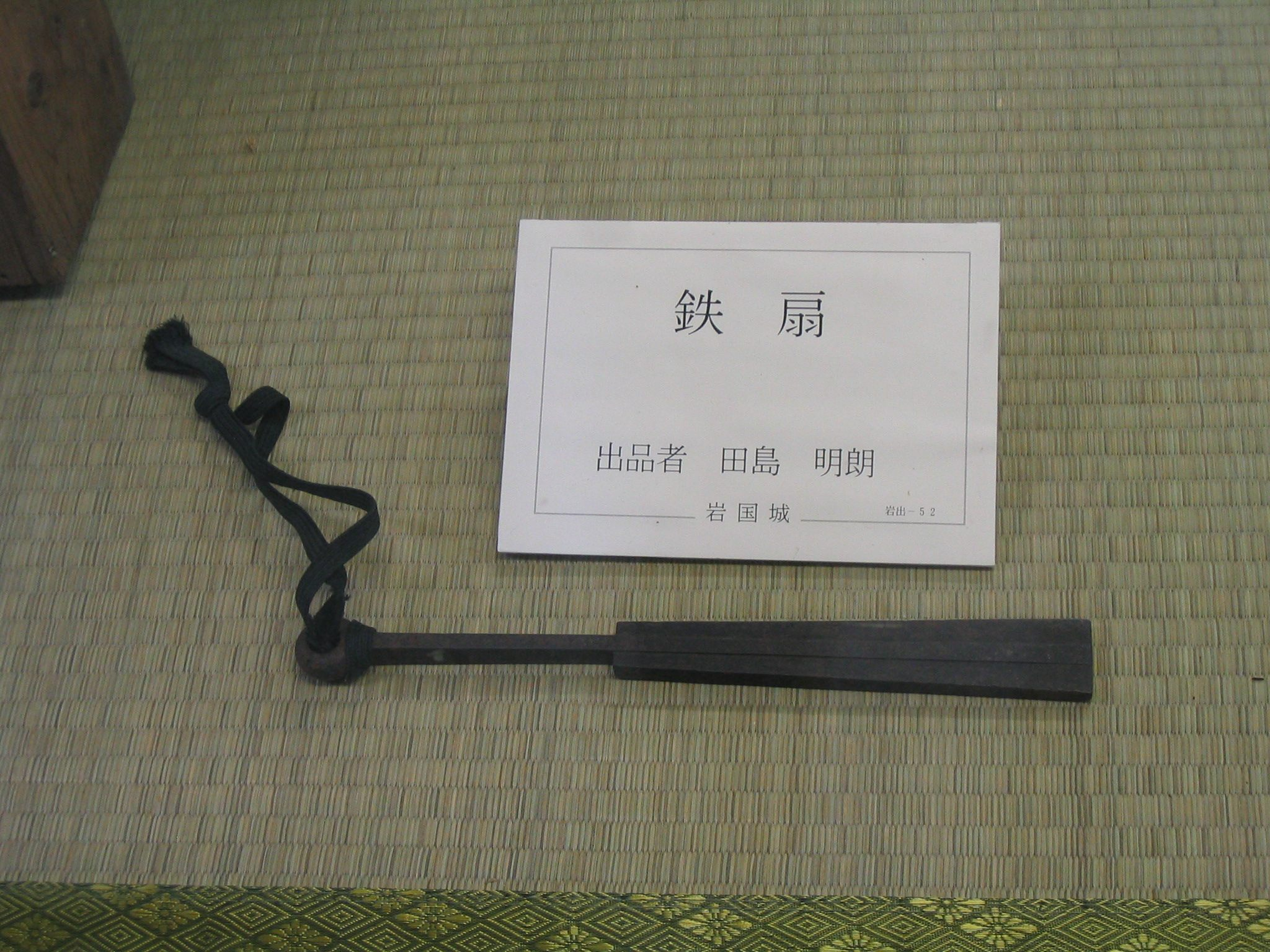
Złożony wachlarz typu tetsu-sen
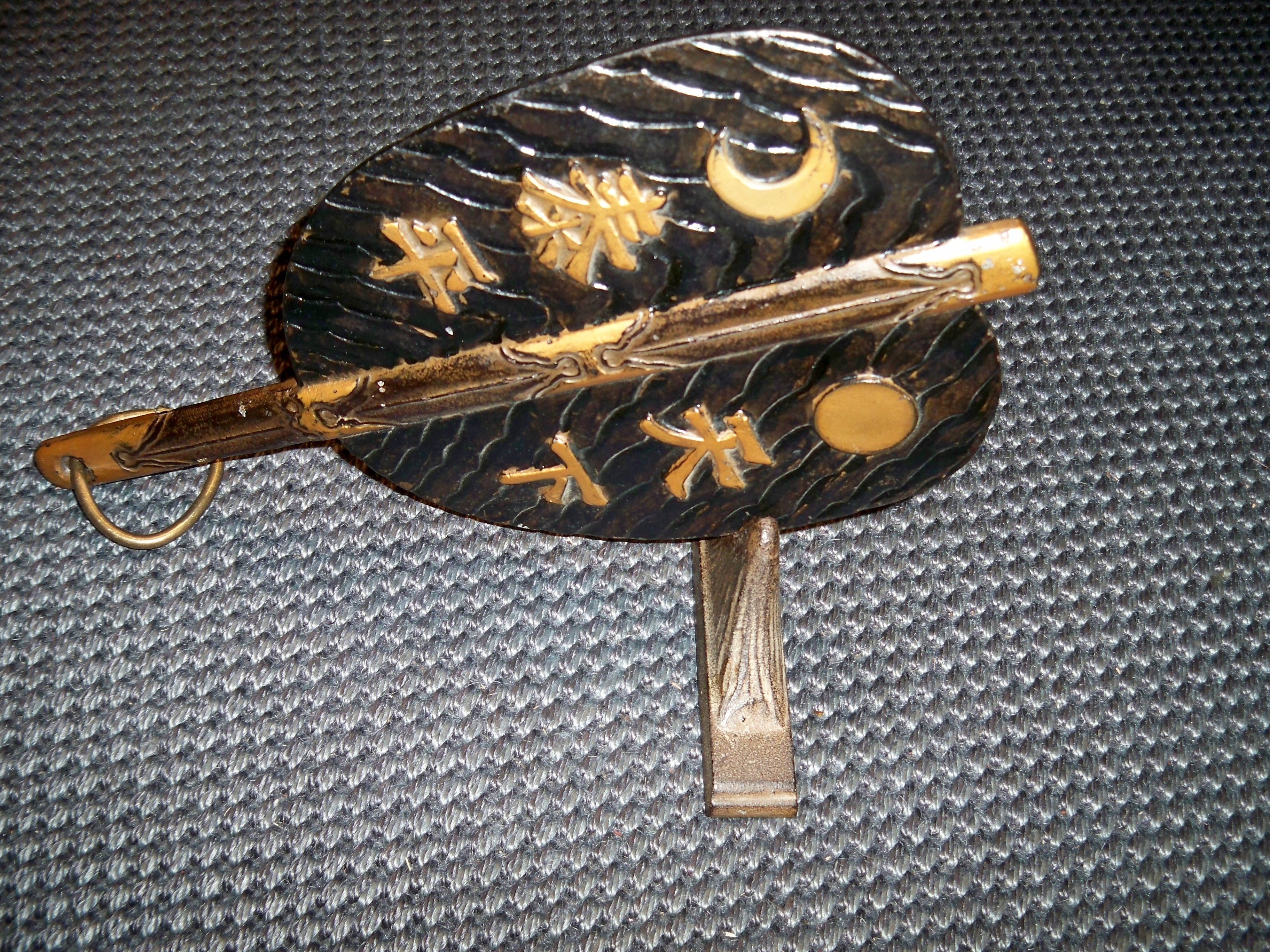
Gunbai-uchiwa – zdobiony wachlarz oficerski
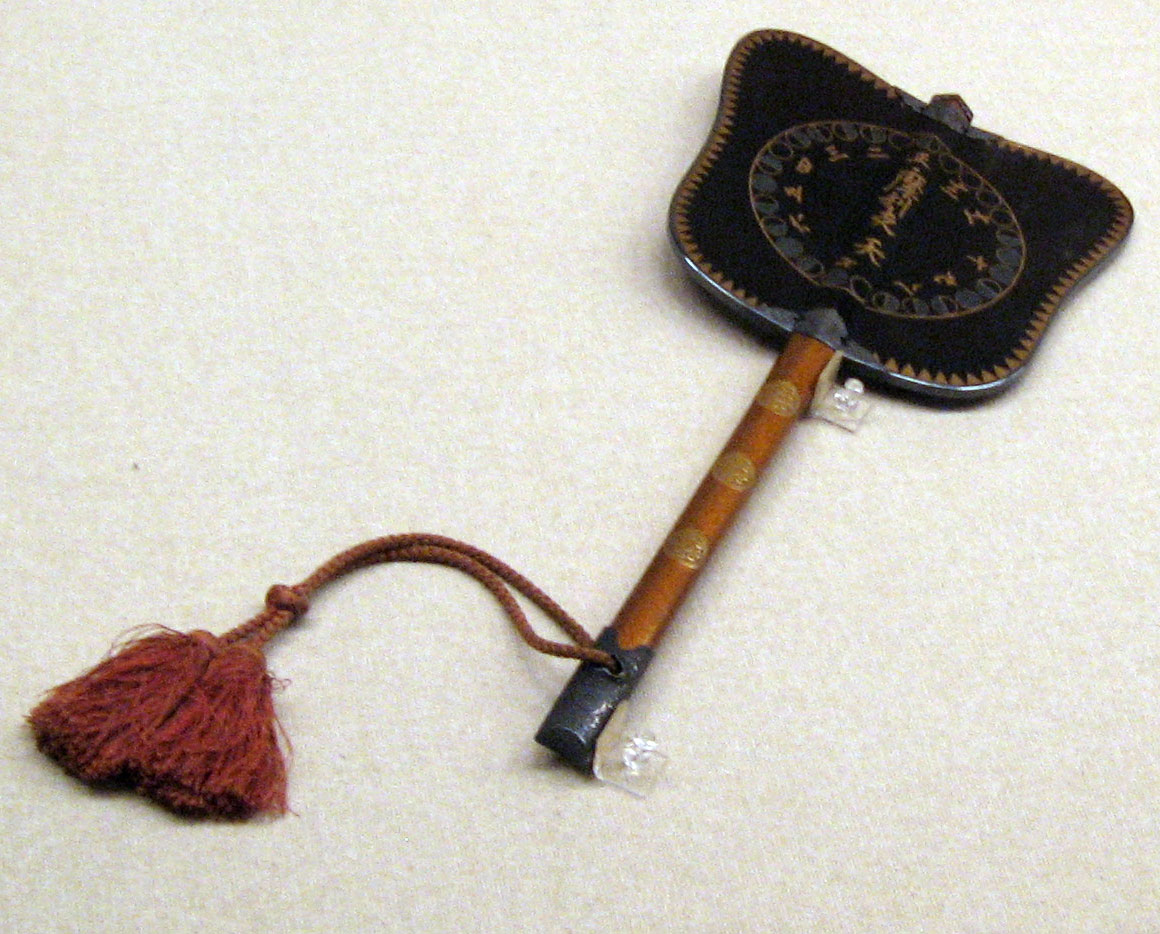
Inny przykład gunbai
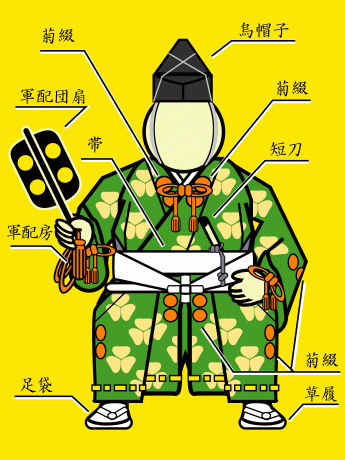
Strój sędziego sumo z przepisowym wachlarzem gunbai
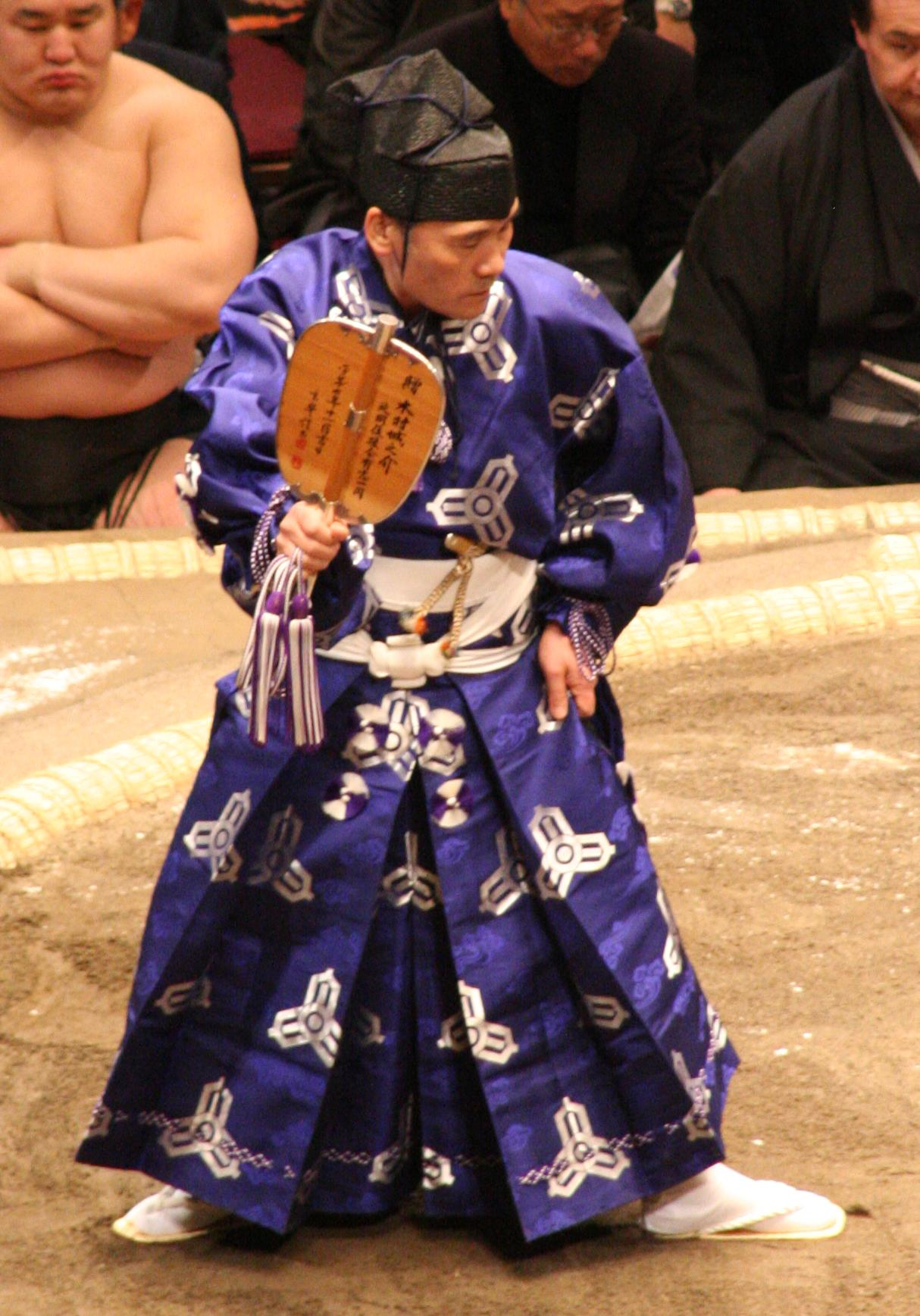
Sędzia z wachlarzem przed rozpoczęciem walki